# Chiesa di San Giovanni Evangelista (Riparbella)
La chiesa di San Giovanni Evangelista è un edificio di culto situato a Riparbella, nella provincia di Pisa.

## Storia e descrizione
Fu eretta fra il 1841 e 1845 sull'area di una preesistente chiesa, mentre rimase il vecchio campanile. Fu consacrata nel 1877. Danneggiata dal terremoto del 1846, fu gravemente lesa da una cannonata nel 1944. L'interno fu completamente restaurato nel 1973.
Questo, a navata unica coperta a capriate, termina con un'abside affrescata nel 1995 da Stefano Ghezzani con scene dell'Ultima cena e Cristo in gloria. All'entrata, due acquasantiere seicentesche in pietra. Nel secondo altare a destra, due statue lignee della Vergine Annunziata e dell'Angelo Annunziante, opere del XVI secolo provenienti dal vicino sconsacrato oratorio della Santissima Annunziata, dove a Natale è esposto un presepe popolato di numerose figure mosse da ingegnosi meccanismi elettronici.